# Fire Music (Film)
Fire Music ist ein Dokumentarfilm von Tom Surgal über die Jazz-Avantgarde. Der Film hatte seine Weltpremiere – in einer einstündigen Kurzfassung – in der offiziellen Auswahl 2018 auf dem New York Film Festival. Am 10. September 2021 wurde der Film in der überarbeiteten Langversion im New Yorker Kino Film Forum (209 West Houston Street) vorgestellt, gefolgt von einer Aufführung in Los Angeles am 17. September im Laemmle Glendale Filmtheater. Der Titel Fire Music lehnt sich an den Titel eines Albums des Saxophonisten Archie Shepp aus dem Jahr 1965 an.

## Hintergrund
Fire Music ist Surgals erster abendfüllender Film, der mit Hilfe einer Kampagne auf Kickstarter.com produziert wurde. Der in elf Jahren Arbeit entstandene Film beschäftigt sich mit den Ursprüngen und der Geschichte der Free-Jazz-Bewegung in den Vereinigten Staaten. Mit Archivmaterial von Pionieren wie Ornette Coleman, Sun Ra (in einer aufrührerischen deutschen TV-Performance des Sun Ra Arkestra, der Eröffnungssequenz des Films), Cecil Taylor, Eric Dolphy, Albert Ayler, Archie Shepp und anderen Musikern, zeigt der Film die Linien, die den Avantgarde-Jazz mit früheren Stilen wie Swing und Bebop verbinden, lässt den Kritiker Gary Giddins zu Wort kommen wie auch eine Reihe wichtiger Akteure der Bewegung – von denen einige, wie Prince Lasha, Roswell Rudd und Sonny Simmons inzwischen verstorben sind. „Ich bezeichne dieses Projekt nur halb spöttisch als die Teile, die aus Ken Burns‘ PBS-Dokumentarfilmreihe Jazz (2000) weggelassen wurden“, sagte Surgal in einem Interview mit JazzTimes 2018 über seinen Film.
Zu den im Film abgehandelten Themen gehören der Aufstieg von Ornette Coleman und Cecil Taylor Ende der 1950er-, Anfang der 1960er-Jahre; die „Oktoberrevolution im Jazz“ 1964 und die Gründung der Jazz Composers Guild durch Cecil Taylor, Bill Dixon, Archie Shepp und anderen; die künstlerische Massenmigration nach Paris 1968–71 (etwa des Art Ensemble of Chicago; die AACM in Chicago und die Black Artists Group in St. Louis; die Loft-Jazz-Szene in New York Mitte der 1970er Jahre; der Aufstieg der freien Improvisation in Europa, etwa mit dem Globe Unity Orchestra und mehr). Auch einzelne Künstler wie Don Cherry, Albert Ayler und Eric Dolphy stehen mit Archivmaterial im Rampenlicht. Tom Surgal hat außerdem eine Menge an Interview-Material in den Film eingebaut, viele davon mit Musikern, die jetzt tot sind, wie Schlagzeuger Rashied Ali und Saxophonist Noah Howard.

## Rezeption
Geeta Dayal beschrieb die Eröffnungssequenz des Films: „Ein Schlagzeuger schnappt sich ein Becken auf einem Ständer, dreht es auf den Kopf und fängt an, es auf die Bühne zu krachen.“ Ein paar Minuten später materialisiere sich auf dem Bildschirm ein Karl-Marx-Zitat: „Die Tradition aller toten Generationen lastet wie ein Albtraum auf den Gehirnen der Lebenden.“ Dieser chaotische, dynamische Dokumentarfilm über Free Jazz sei der Gegenpol zu Ken Burns’ nüchterner, gigantischer zehnteiliger Serie Jazz (2000), die „größtenteils eine ordentliche Mainstream-Version der Jazzgeschichte [ist], entwickelt für ein Publikum, das eher an das Lincoln Center als an einen Club in der Innenstadt gewöhnt war.“ Der Film arbeite daran, ein Korrektiv für die vorherrschende Uptown-Erzählung herauszugeben. Fire Music wirke wie ein Liebesbrief eines leidenschaftlichen Fans an die Musik, die er sichtlich schätzt.

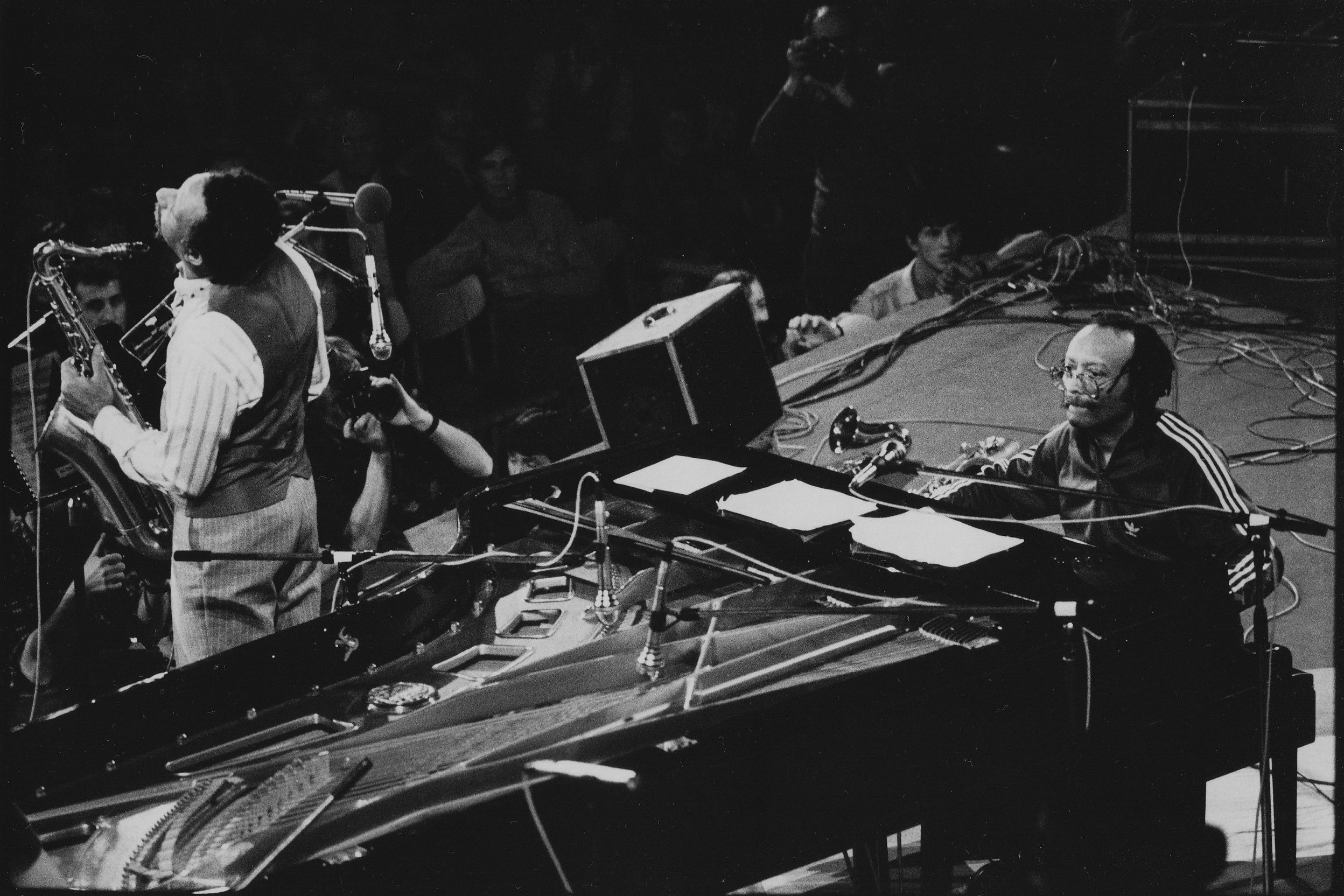
Cecil Taylor beim International Jazz Festival, Prag 1984.

Phil Freeman schrieb in seinem Blog Ugly Beauty (Stereogum), die neue Version von 90 Minuten sei zwar stark verbessert worden, doch habe sie immer noch einige große Mängel. Das Thema sei viel zu umfangreich, um in 90 Minuten abgehandelt zu werden, so der Autor. Surgal habe versucht, viele der wichtigen Meilensteine der Free-Jazz-Geschichte auf einem Kontinent zu behandeln, [eine Methode], die der von Ken Burns mit seiner Jazz-TV-Serie nicht unähnlich sei. Hier gebe es zwar auch eine Menge großartiges Filmmaterial, aber auch große Auslassungen. Zum Beispiel werde das Label ESP-Disk überhaupt nicht erwähnt. Da eine typische Free-Jazz-Performance ziemlich lange dauere, gelinge es dem Film auch nicht, verständlich zu machen, was ein Künstler in diesem Idiom macht, wenn man ihn nicht vom Anfang bis zum Ende eines Stücks begleitet. So entstehe der falsche Eindruck, dass es bei dieser Musik nur darum gegangen sei, so laut wie möglich zu schreien und zu jammern, obwohl sie tatsächlich eine echte Tiefe habe.
Nach Ansicht von Chuck Foster (Filmthreat) gebe Fire Music einen umfassenden Überblick über die Hauptakteure dieser wilden, unerbittlichen Szene. Man solle jedoch berücksichtigen, dass dies lediglich eine 90-minütige Dokumentation sei, kein 20-stündiges Ken Burns-Epos, also bewege er sich schnell durch diese Zeit. Es gehe jedoch nicht darum, die ultimative Autorität auf diesem Gebiet zu sein, sondern die Motivationen und Denkweisen der beteiligten Künstler zu diskutieren. Für jemanden, der gerade in Avantgarde-Free-Jazz einsteige und sich frage, welche Platten man kaufen solle, sei dies ein guter Anfang. Selbst für einen erfahrenen Musik-Nerd stelle dies eine faszinierende Untersuchung der Ursprünge und des anschließenden Ausbruchs einiger der überzeugendsten, herausforderndsten und konfrontativsten Musik dar, die in den letzten hundert Jahren aufgeführt wurde.